# Boris Weirauch

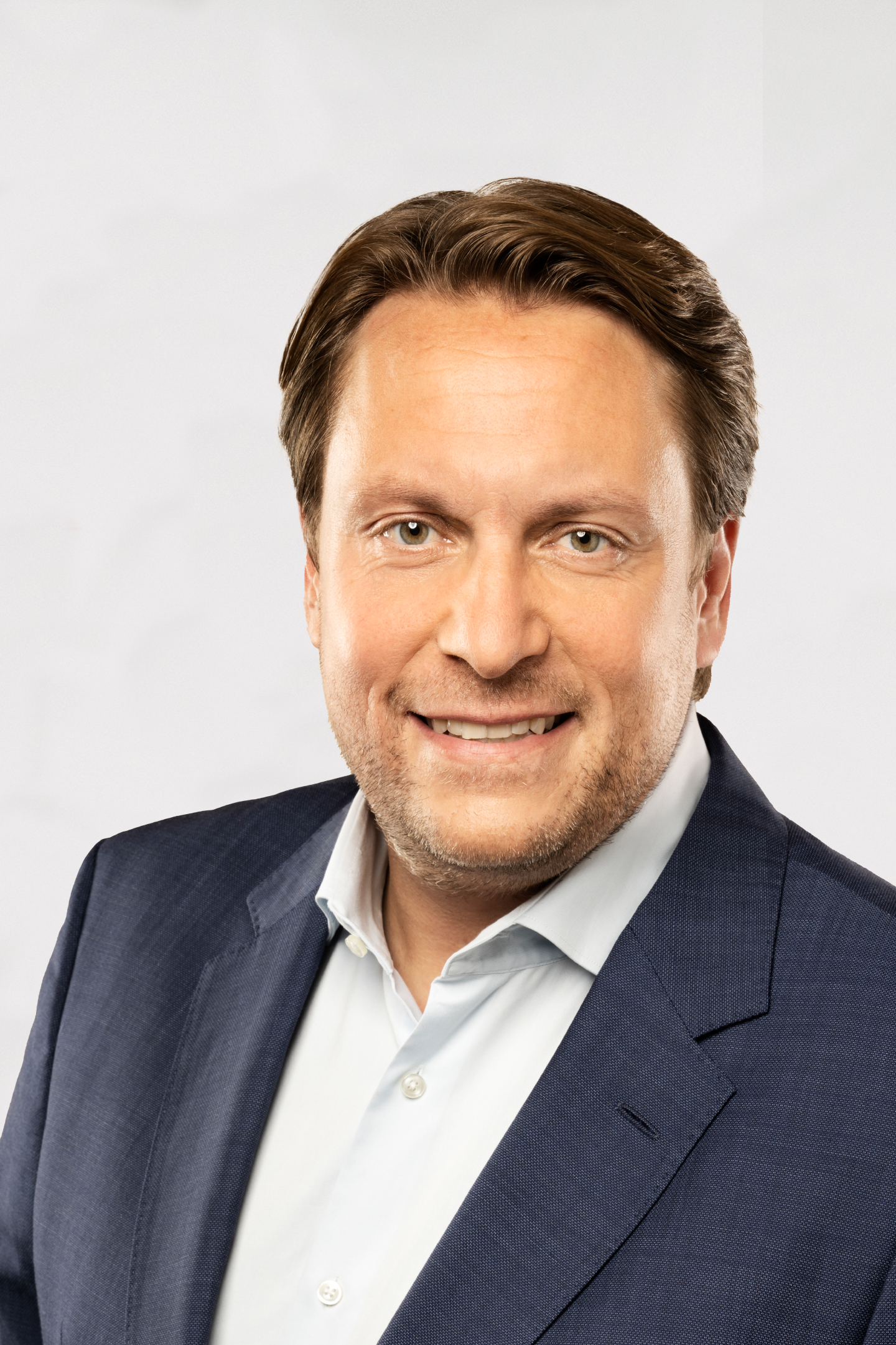
Boris Weirauch (2021)

Boris Weirauch (* 3. Februar 1977 in Ludwigshafen/Rhein) ist ein deutscher Politiker (SPD) und seit 2016 Abgeordneter im Landtag von Baden-Württemberg.

## Leben
Nach dem Abitur am Lessing-Gymnasium in Mannheim und dem Zivildienst im Arbeiter-Samariter-Bund im Mobilen Sozialen Hilfsdienst studierte Weirauch in der Zeit von 1997 bis 2004 Rechtswissenschaften in Mannheim, Lausanne und Frankfurt am Main. Anschließend absolvierte er bis 2006 ein Rechtsreferendariat am Landgericht Darmstadt und arbeitete parallel für den SPD-Bundestagsabgeordneten Lothar Mark als Wahlkreisreferent. Nach dem 2. Staatsexamen wurde er im Jahr 2007 von der Rechtsanwaltskammer Frankfurt am Main als Rechtsanwalt zugelassen und arbeitete bis zum Jahr 2010 bei der internationalen Anwaltssozietät CMS Hasche Sigle in Frankfurt in den Bereichen Bank- und Wertpapieraufsichtsrecht, Gesellschaftsrecht und Prozessführung. Mit einer Arbeit zu Interessenskonflikten bei kommunalen Entscheidungsträgern wurde er 2010 an der Johann-Wolfgang-Goethe-Universität Frankfurt am Main zum Dr. iur. promoviert. Von 2011 bis März 2019 war Weirauch Rechtsanwalt und Prokurist bei der Wirtschaftsprüfungsgesellschaft PricewaterhouseCoopers in Mannheim und Stuttgart im Bereich öffentliches Wirtschaftsrecht und Gesellschaftsrecht. Im Jahr 2013 wurde ihm von der Rechtsanwaltskammer Karlsruhe der Titel „Fachanwalt für Bank- und Kapitalmarktrecht“ verliehen. Seit April 2019 arbeitet er als Rechtsanwalt bei der Baker Tilly Rechtsanwaltsgesellschaft mbH.

## Politik
Weirauch ist seit 1999 Mitglied der SPD. Er wurde bei der Kommunalwahl im Jahr 2009 in den Gemeinderat der Stadt Mannheim gewählt und gehörte dem Gremium als Sprecher der SPD-Fraktion für Sicherheit, Ordnung und Verkehr zwei Legislaturperioden bis 2019 an. In den Jahren 2014 bis 2019 war er zudem Mitglied der Verbandsversammlung der Metropolregion Rhein-Neckar. Zur Kommunalwahl 2019 trat er nicht mehr an, um sich auf die Ausübung seines Landtagsmandats zu konzentrieren.
Bei der Landtagswahl in Baden-Württemberg 2016 zog Weirauch über ein Zweitmandat für den Landtagswahlkreis Mannheim II in den baden-württembergischen Landtag ein. Weirauch ist rechts- und wirtschaftspolitischer Sprecher der SPD-Landtagsfraktion und fungiert zudem als deren Justiziar.

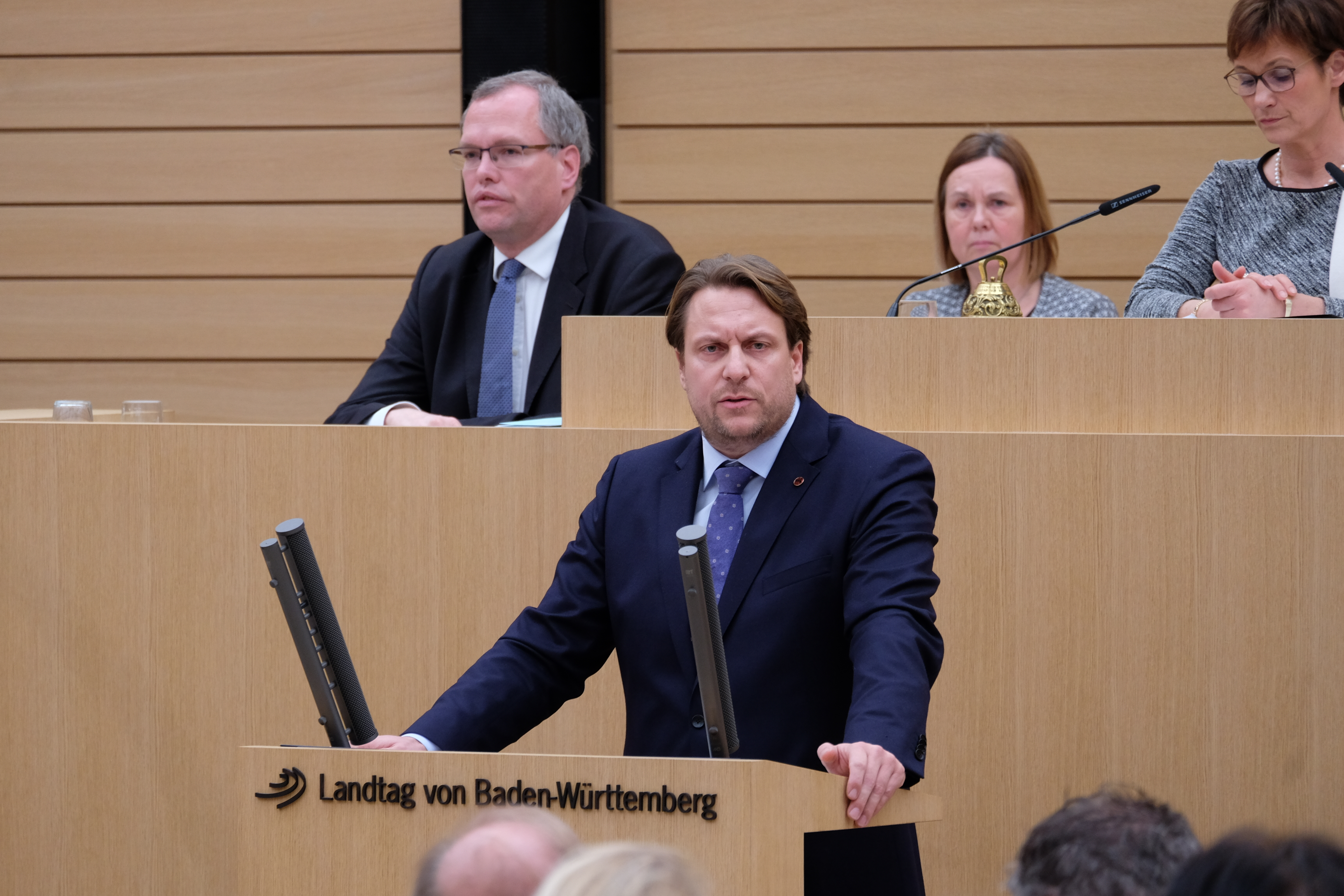
Boris Weirauch (2019)

In der SPD-Landtagsfraktion war er bis 2019 zunächst Arbeitskreisvorsitzender für die Bereiche „Wirtschaft, Arbeit und Wohnungsbau“ und ist seitdem Arbeitskreisvorsitzender für die Bereiche „Recht und Verfassung“. Nach seiner Wiederwahl über ein Zweitmandat bei der Landtagswahl 2021 wurde Weirauch zusätzlich Arbeitskreisvorsitzender für die Bereiche „Wirtschaft, Arbeit und Tourismus“. Weirauch ist zudem Mitglied des Parlamentarischen Kontrollgremiums, das den baden-württembergischen Verfassungsschutz kontrolliert, sowie Mitglied des Beirats Wirtschaft der Baden-Württemberg International und Mitglied des Beirats der Joseph-Ben-Issachar-Süßkind-Oppenheimer-Auszeichnung.
Als Obmann der SPD-Landtagsfraktion war Weirauch Mitglied im zweiten NSU-Untersuchungsausschuss des baden-württembergischen Landtags („Das Unterstützerumfeld des Nationalsozialistischen Untergrunds (NSU) in Baden-Württemberg und Fortsetzung der Aufklärungsarbeit des Terroranschlags auf die Polizeibeamten M. K. und M. A. (Rechtsterrorismus/NSU BW II)“), der im Dezember 2018 seinen Abschlussbericht vorlegte. Am 1. Juni 2022 wurde Weirauch zum stellvertretenden Vorsitzenden des Untersuchungsausschusses „Handeln des Innenministers und des Innenministeriums im Fall des Verdachts der sexuellen Belästigung gegen den Inspekteur der Polizei Baden-Württemberg und Beurteilungs-, Beförderungs- und Stellenbesetzungsverfahren in der Polizei Baden-Württemberg“ (Untersuchungsausschuss „IdP & Beförderungspraxis“ oder „Strobl“-Untersuchungsausschuss) gewählt, der Vorgänge um die vorsätzliche Weitergabe vertraulicher Informationen durch den Innenminister von Baden-Württemberg, Thomas Strobl, aufklären soll.
Am 22. Dezember 2021 wurde Weirauch vom Landtag von Baden-Württemberg zum Mitglied der 17. Bundesversammlung gewählt.

## Privates
Weirauch ist mit Lena Kamrad verheiratet, hat vier Kinder und wohnt im Mannheimer Stadtteil Feudenheim. Er ist evangelischer Konfession.
In den Jahren 2013 bis 2019 war Weirauch im Ehrenamt Finanzvorstand der MTG Mannheim, im Oktober 2019 wurde er von der Mitgliederversammlung zum ehrenamtlichen 1. Vorsitzenden gewählt.

## Auszeichnungen
Im November 2019 wurde Weirauch von der Stadt Mannheim für seine ehrenamtliche Arbeit im Mannheimer Gemeinderat die Ratsmedaille in Bronze (wird vergeben für mindestens eine volle Amtszeit von fünf Jahren) verliehen.
Im Oktober 2020 wurde Weirauch mit dem „Polizei-Oskar in Gold“ der Gewerkschaft der Polizei (GdP) – Bezirksverband Mannheim ausgezeichnet. Der „Polizei-Oskar in Gold“ wird seit dem Jahr 2000 verliehen, die Auszeichnung wurde seither erst sieben Mal vergeben. Weirauch erhielt die Auszeichnung, weil er sich im Landtag von Baden-Württemberg als parlamentarischer Berichterstatter im Rahmen einer Petition des GdP-Bezirksvorsitzenden Thomas Mohr, die von 13.540 Menschen unterstützt wurde, für die Erhöhung der sog. „Erschwernis-Zulage“ und in diesem Zusammenhang für eine deutliche Erhöhung der Vergütung von Polizeibeamten eingesetzt hatte.